# Milan Duhan
Milan Duhan (* 23. října 1972, Ostrava) je bývalý český fotbalista, záložník a fotbalový trenér aktuálně u týmu 1.FC Poruba.

## Fotbalová kariéra
Hrál za FC Baník Ostrava, SK Hradec Králové, MŠK Žilina, SK Sigma Olomouc, FK Viktoria Žižkov a FC Karviná. V československé a české lize nastoupil ke 155 utkáním a dal 25 gólů. V Poháru vítězů pohárů nastoupil v 1 utkání.

## Ligová bilance
| Ročník                                   | Zápasy | Góly | Klub                       |
| ---------------------------------------- | ------ | ---- | -------------------------- |
| 1. československá fotbalová liga 1991/92 | 2      | 1    | FC Baník Ostrava           |
| 1. československá fotbalová liga 1991/92 | 10     | 0    | SKP Spartak Hradec Králové |
| 1. československá fotbalová liga 1992/93 | 27     | 4    | SKP Spartak Hradec Králové |
| 1. česká fotbalová liga 1993/94          | 27     | 10   | FC Baník Ostrava           |
| 1. česká fotbalová liga 1994/95          | 27     | 3    | FC Baník Ostrava           |
| 1. česká fotbalová liga 1995/96          | 20     | 2    | FC Baník Ostrava           |
| 1. česká fotbalová liga 1996/97          | 5      | 0    | FC Baník Ostrava           |
| Gambrinus liga 1997/98                   | 3      | 0    | SK Sigma Olomouc           |
| Gambrinus liga 1997/98                   | 11     | 1    | FK Viktoria Žižkov         |
| Gambrinus liga 1998/99                   | 23     | 3    | FC Karviná                 |
| CELKEM 1. liga ČR                        | 155    | 24   |                            |